# Cymatophora approximaria
Cymatophora approximaria là một loài bướm đêm trong họ Geometridae.